# Waipahu
Waipahu är en ort på ön Oahu i Honolulu County i Hawaii, USA. Waipahu är en så kallad census designated place och hade 33 108 invånare vid folkräkningen år 2000, på en yta av 6,7 kvadratkilometer. Orten ingår i Honolulus sammanhängande storstadsområde och är belägen cirka en mil från denna stad. Ortens namn kommer förmodligen från orden "wai pahu" på hawaiiska, som på svenska betyder ungefär "exploderande vatten", som från en vattenkälla, och det finns många stora vattenkällor i området kring Waipahu. Waipahu byggde förr sin ekonomi på sockerindustri. Orten ligger längs med Pearl Harbors norra kust. 